# 博蘇姆維湖
博蘇姆維湖（英語：Lake Bosumtwi）是隕石撞擊坑積聚雨水而成，是加納的唯一天然湖泊，位於庫馬西東南約30公里，是當地人熱門的游泳和釣魚地點，湖邊有約30個村落，人口约70,000。波森维湖特征也被称为世界上最圆的天然湖泊，且湖体呈圆锥形，属世上罕见。
陨石坑本身的直径为10.5公里。陨石坑的年龄约为1亿零7百万年，在更新世出现。

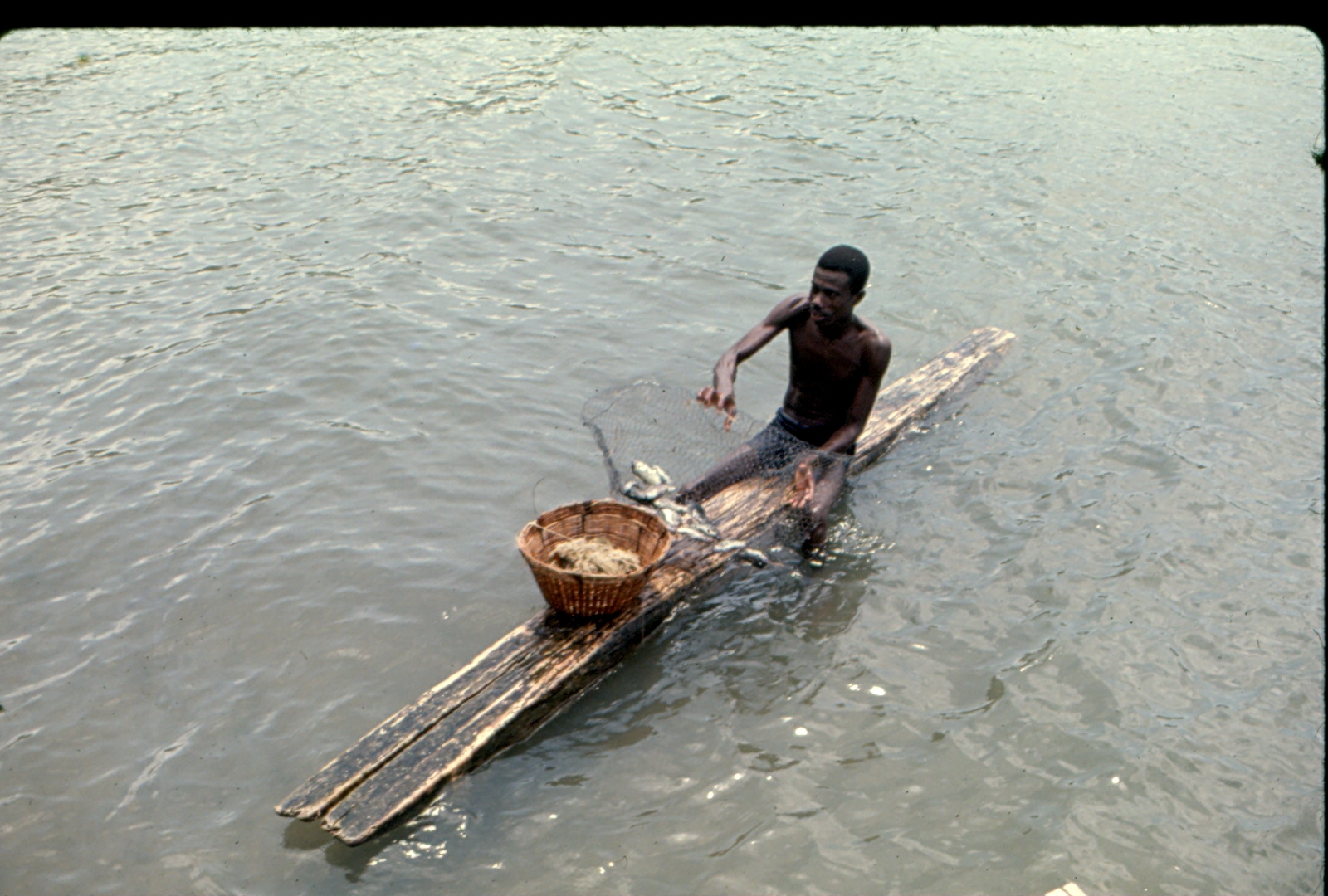
使用“帕杜瓦”（padua）在博苏姆维湖上捕鱼的渔夫

居住于该地区的阿散蒂人将该湖视为圣地，认为死后灵魂会前往该湖向特维神（Twi）告别，因此禁止在湖上航船。但当地渔夫会使用一种特制的名为“帕杜瓦”（padua）的工具来在湖上捕鱼，同时规避了不在湖上航船的禁忌。
2016年，该湖被联合国教科文组织认定为生物圈保护区。